# 小倉智昭の夕焼けアタックル
『小倉智昭の夕焼けアタックル』（おぐらともあきのゆうやけアタックル）は、1992年10月5日から1999年4月1日（野村邦丸の夕焼けアタックル 金曜スペシャルを含めると、1999年4月2日）まで文化放送で放送していた、夕方のワイド番組。
なお、以下では『小倉智昭の夕焼けアタックル』を『小倉』、『野村邦丸の夕焼けアタックル 金曜スペシャル』を『邦丸』と表記する。

## 概要
それまで平日17:00から『小倉智昭のニュースアタックル』として放送していたが、1992年9月に『ニュースアタックル』の前枠で、前身番組を含めて10年間続いた『いう気リンリン 那智チャコワイド』が終了した事に伴い、翌10月から放送枠拡大・番組リニューアルを行い再スタートを切った。また、『那智チャコワイド』で放送されていた箱番組も引き継いだ。放送時間は平日の16:00 - 17:50。なお、この番組の放送開始と同時に当時13:00より放送されていた『吉田照美のやる気MANMAN!』も放送終了を15:00から16:00にしており、『那智チャコワイド』の放送枠を前後で放送していたワイド番組が折半する形となった。
本番組終了と同じ日にフジテレビで『情報プレゼンター とくダネ!』が開始した事もあり、小倉がメインパーソナリティを務めるラジオの帯ワイド番組は最後となった。

## 主なタイムテーブル
- 16:00：オープニング
- 16:05：アンターネット
- 16:22：日本火災の救急速報
- 16:25：東京オンザロード
- 16:30：交通情報、天気予報
- 16:40：夕焼け国語辞典
- 16:50：クイズ夕焼けアタックル（月 - 木）、クイズ夕焼けアタックル スペシャル（金）
- 16:55：交通情報
- 16:56：電話メッセージ、FAX紹介
- 17:00：ニュース・パレード
- 17:14：交通情報
- 17:16：心配ご無用（終了半年前からは「女の気持ち 男の気持ち」）
- 17:25：アンターネット パート2（電話メッセージ、FAX紹介）
- 17:30：日本火災の救急速報、この後の番組を紹介
- 17:33：川中美幸 人・うた・心
- 17:40：交通情報
- 17:42：エンディング（電話メッセージ、FAX紹介）

※番組の開始当初は、エンディング前に『都民マイク』のコーナーがあったが、テーマ曲（リニューアル後）以降はエンディング後に独立して放送される様になった（その後、2002年10月より昼に移り、さらに2004年4月の改編で消滅している）。

## パーソナリティ
| 期間      | 期間      | 男性      | 男性     | 女性      | 女性     |
| 期間      | 期間      | 月 - 木曜 | 金曜     | 月 - 木曜 | 金曜     |
| --------- | --------- | --------- | -------- | --------- | -------- |
| 1992.10.5 | 1993.4.2  | 小倉智昭  | 小倉智昭 | 館野順子  | 館野順子 |
| 1993.4.5  | 1997.3.28 | 小倉智昭  | 小倉智昭 | 永野景子  | 永野景子 |
| 1997.3.31 | 1998.9.25 | 小倉智昭  | 野村邦丸 | 永野景子  | 永野景子 |
| 1998.9.28 | 1999.4.2  | 小倉智昭  | 野村邦丸 | 永野景子  | 鈴木純子 |

1997年4月で、小倉が金曜日を降板したのは司会を務めていた、フジテレビと関西テレビの共同制作による金曜19時からのバラエティ番組（『金ロマン人生いろいろ』）を都内のスタジオで、毎週金曜の午後から夕方に収録していたからである（なお、この枠はその後、数年間続いた。現在は解消されている）。
なお、1999年4月2日の最終回（金曜日）は邦丸、鈴木に加え、永野も番組の途中から参加して、トークを行っていた。

## 主なコーナー

### 東京オンザロード
- 首都圏の一般道、高速道路、サービスエリアや道路の工事状況について伝えるコーナー。外中継が行われる日もあり、吉田涙子アナウンサーなどがリポートを担当していた。金曜日はリスナーから、道に関するお便りを紹介していた。このコーナーは後番組の『野村邦丸の気分はZUNZUN!』『辻よしなり ラジオグラフィティ』でも放送した。

### 夕焼け国語辞典
- ある言葉や表現を小倉版（邦丸版）国語辞典を用いて紹介し、小倉（邦丸）がその後、トークするという物（載っていた用語の例として「プロとアマとの境界線」など）。
- このコーナーはナイターオフ期間を中心に、一部地方局にもネットされた（地方局での放送は、録音番組として）。

### クイズ夕焼けアタックル
- 『小倉』では、クイズに電話でエントリーした人の中から抽選した上で、挑戦者を決定して、挑戦者に、三択の問題を小倉が出題する。
- 『邦丸』では、当初は『小倉』と同様のシステムで行っていたが、コーナーのスポンサーにペイントハウスが付いた頃から、家をリフォームした人の家に、寺島尚正アナウンサーが訪問。外中継を行い、住まいなどの感想を聞いた後、番組で別に抽選し、当選したリスナーと結んで行った。出題は、ペイントハウスでリフォームした家の人が行う。小倉の休暇時に邦丸が進行する時は、『小倉』と同じ方法で行っていた。
- 『小倉』『邦丸』共通ルールとして、賞金は1万円からスタートし、挑戦者が不正解になると賞金が貯まり、正解するとその賞金は挑戦者の物となる。なお、賞金は『小倉』『邦丸』関係なく引き継がれる。

### 心配ご無用
- 月 - 水曜はリスナーからの健康の悩みに小倉が答えた上で、専門の医師からの回答を紹介していた。金曜日はこのパターンを邦丸が行っていた。
- 木曜は小倉が東京都医師会の医師と健康について、トークしていた。
- 採用された人には、心配ご無用 特製のテレフォンカードをプレゼントしていた。

## その他
- 番組のテーマ曲は当初無かったが、小倉が歌う『心のラジオDJ』をテーマ曲として、途中から使用する様になって、最終回まで流れていた（当初は2パターンあったが、その後リニューアルされた）。
- 小倉は夏に定期的に休暇を取り、その間を当初は文化放送のアナウンサーが、1997年以後は金曜日を含めたその週全てを野村邦丸が務めていた。休暇を取った週も同じ生放送のレギュラー番組だったフジテレビの『どうーなってるの?!』には休まず出演していた。

| 文化放送 月-金曜夕方ワイド（16:00-17:50枠）                                                  | 文化放送 月-金曜夕方ワイド（16:00-17:50枠）                                | 文化放送 月-金曜夕方ワイド（16:00-17:50枠） |
| 前番組                                                                                       | 番組名                                                                     | 次番組                                      |
| -------------------------------------------------------------------------------------------- | -------------------------------------------------------------------------- | ------------------------------------------- |
| いう気リンリン 那智チャコワイド （15:00-17:00） 小倉智昭のニュースアタックル （17:00-17:50） | 小倉智昭の夕焼けアタックル（月-金→月-木） 野村邦丸の夕焼けアタックル（金） | 野村邦丸の気分はZUNZUN!                     |